# ホスピタリティークラブ
ホスピタリティークラブは、約226カ国、300,000人以上が参加しているインターネット上の国際ホスピタリティサービスである。サイト利用者は宿泊以外にも案内や歓待など他のサービスを組み合わせて利用している。
ウェブサイト上で登録（無料）することにより会員となる。主な活動は宿泊のやりとりであり、歓待側（Host）は他の利用者の余暇の宿泊機会を提供し、訪問側（Guest）は利用可能な宿泊先をサイトで検索し連絡する。宿泊期間や食事の有無に関わらず、利用の際に金銭が絡むことがない。

## 組織と方針
世界中のボランティアにより運営されている。その動機の背景として、人々とのつながりあいにより国際的な友情を育むことは相互の文化理解を深め、平和を強化するという考えに拠る。

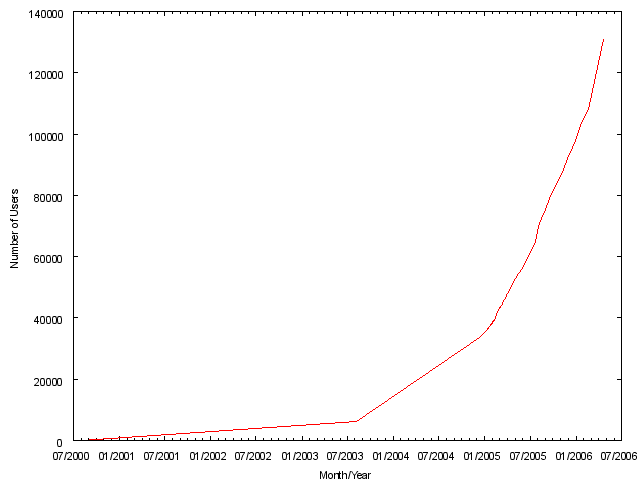
2000年7月から2006年4月までの利用者数。2004年12月以降のデータは毎日数値化され、2004年12月より前のデータは、ホスピタリティークラブが発表する近似値に基づく。

組織の方針として明確に出会い系、就職、商用利用、およびWebサイトの宣伝などの代替目的利用を禁じている。迷惑メールから利用者のメールアドレスを保護し、ボランティアチームのネットワークの信頼性の高さを保つために、ボランティア達はサイト経由で送信されるすべてのメッセージを読み取っている。

## 統計
サイトの運営会社はなく、ドメイン名は2006年からフルタイムで働いていたサイトの創始者であるVeit Kühneが直に登録した。サイトにはGoogle AdSenseの広告枠が有る。
サイト内では、他の利用者の個人情報の投稿の禁止などのルールが有る。ボランティア達は電子掲示板での組織運営の議論は避け、直接問い合わせることが推奨されている。